# Brachyphoris
Brachyphoris — рід грибів родини Orbiliaceae. Назва вперше опублікована 2007 року.

## Класифікація
До роду Brachyphoris відносять 5 видів:
- Brachyphoris brevistipitata
- Brachyphoris helminthodes
- Brachyphoris oviparasitica
- Brachyphoris stenomeces
- Brachyphoris tenuifusaria